# L704i
FOMA L704i（フォーマ・エル なな まる よん アイ）は、LG電子ジャパンによって開発された、NTTドコモの第三世代携帯電話 (FOMA) 端末である。

## 概要
LG電子製初の70xシリーズ端末で、ハイスピード対応のスライド端末。同社が世界でおよそ1000万台を売上げたといわれるLG Chocolateの日本版。デザインはLG800をベースとしている。凹凸がなく、つやのある高級感の漂うボディが特徴で、表面に用意された十字キーやソフトキーはタッチセンサーになっており、操作時に赤色LEDが浮かび上がるほか、ボタン操作に合わせて振動で入力を知らせる機能がある。また、終話キーが右側の側面にあるのは国内メーカーには見られない特徴である。タッチセンサーの振動は、日本へ向けて新たに組み込まれたものである。
70xシリーズで初めて、最大3.6Mbpsの通信が可能なFOMAハイスピードに対応しているため、ミュージックチャネルにも対応している。音楽機能は着うたフルに加えてSD-Audio (AAC) に対応し、音楽再生時には Music Player Skin と呼ばれる5種類の背景を選んで再生することが出来る。ヤマハの音質向上技術 AudioEngine を搭載しているため、クリアで臨場感のあるサウンドを実現している。
また、この端末のもう一つの大きな特徴となっているのは、国際ローミング機能である。ドコモのWORLD WING (3G+GSM) に対応しているため、世界153カ国で使用することが出来る。それに伴い、 International Call （自動ダイヤルアシスト）や世界時計、単位換算ツール、デュアルロックなどといった機能も搭載している。 
| 主な対応サービス           | 主な対応サービス                     | 主な対応サービス         | 主な対応サービス                                  |
| -------------------------- | ------------------------------------ | ------------------------ | ------------------------------------------------- |
| DCMX／おサイフケータイ     | うた・ホーダイ                       | 着うたフル／着うた       | デジタルオーディオプレーヤー(AAC)（SDオーディオ） |
| 直感ゲーム／メガiアプリ    | Music&Videoチャネル※／ビデオクリップ | 3Gローミング             | プッシュトーク                                    |
| FOMAハイスピード           | GPS／ケータイお探し                  | デコメール／デコメ絵文字 | iチャネル                                         |
| 着もじ                     | テレビ電話／キャラ電                 | 電話帳お預かりサービス   | フルブラウザ                                      |
| おまかせロック／バイオ認証 | 外部メモリーへiモードコンテンツ移行  | トルカ                   | iC通信                                            |
| きせかえツール／マチキャラ | バーコードリーダ／名刺リーダ         | 2in1                     | エリアメール                                      |

※音声番組のみ対応。

### プリインストールiアプリ
- FOMA通信環境確認アプリ
- 楽オク出品アプリ
- iアプリバンキング
- Gガイド番組表リモコン

## 歴史
- 2007年5月29日：電気通信端末機器審査協会 (JATE) 通過。
- 2007年7月4日: D704i・F704i・P704i・SH704i・SO704i・L704i・N704iμ・P704iμの開発発表。
- 2007年8月31日：技術基準適合証明 (TELEC) 未通過。
- 2007年10月19日：発売。